# ザル・バトマングリ
ザル・バトマングリ（Zal Batmanglij, 1980年または1981年 - ）は、アメリカ合衆国の映画監督、脚本家である。2011年の『Sound of My Voice』と2013年の『ザ・イースト』を監督・脚本しており、どちらもサンダンス映画祭で上映された。

## 生い立ち
フランスでイラン系の両親のもとに生まれる。母親は料理本作家のナジュミーイェ・バトマングリ、弟はロックバンドのヴァンパイア・ウィークエンドのメンバーのロスタム・バトマングリである。兄弟共にゲイである。アメリカ合衆国のワシントンD.C.で育った。

## キャリア
ジョージタウン大学で人類学と英語を学び、2002年に卒業する。バトマングリは哲学のクラスでマイク・ケイヒルと出会い、彼らは共に脚本コースを選択して短編映画を製作し、ジョージタウン映画祭で賞を獲得した。その短編映画を見たブリット・マーリングは両者に共同製作の話を持ちかけた。
数年後、マーリングが卒業すると3名はカリフォルニア州ロサンゼルスに移り、バトマングリはアメリカン・フィルム・インスティチュート・コンサバトリーに通った。彼は35mmの短編映画『The Recordist』（2007年）を製作し、マーリングが出演した。

## フィルモグラフィ
- Sound of My Voice (2011) 脚本・監督
- ザ・イースト The East (2013) 脚本・監督
- The OA (2016・Netflix独占配信作品) 監督・原作(共同)